# MTV Europe Music Award para Melhor Artista Português
O MTV Europe Music Award para Melhor Artista Português  (em inglês:  MTV Europe Music Award for Best Portuguese Act) é uma categoria do MTV Europe Music Awards, atribuída pela estação de televisão MTV Portugal desde o ano de 2003. O prémio é referido pelo seu nome original em inglês, Best Portuguese Act, tanto pela MTV Portugal como pela generalidade dos média portugueses.
Os Da Weasel foram, até agora, o único grupo a quem foi atribuído o galardão duas vezes. Os solistas Aurea, David Carreira, Fernando Daniel, Diogo Piçarra e Bárbara Bandeira também foram receberam o prémio de Best Portuguese Act duas vezes, sendo que tanto Aurea como Fernando Daniel o venceram em anos consecutivos. O cantor Virgul acaba por ser o artista mais premiado com o Best Portuguese Act, pois venceu-o em 2004 e 2006, como integrante dos Da Weasel, e em 2010, como membro dos Nu Soul Family. Além disso, foi nomeado como solista em 2017. Já o rapper Carlão (nome artístico de Carlos Nobre, anteriormente conhecido como Pacman) acaba por ser o artista que mais vezes foi nomeado, pois foi-o três vezes enquanto membro dos Da Weasel (2004, 2005 e 2007) e duas vezes como solista (2015 e 2016). Bárbara Bandeira lidera as nomeações enquanto solista, visto que foi nomeada quatro vezes entre 2018 e 2024.
Em 2022, foi nomeado para o prémio, pela primeira vez, um artista estrangeiro - embora residente em Portugal -, o angolano T-Rex.
Uma curiosidade vai para o facto de os Klepht, banda de Diogo Dias, que foi apresentador da MTV Portugal durante mais de uma década, ter sido nomeada uma vez (em 2012).

## Vencedores e nomeados

### Década de 2000
| Ano  | Vencedores         | Nomeados                                                         |
| ---- | ------------------ | ---------------------------------------------------------------- |
| 2003 | Blind Zero         | - Blasted Mechanism - David Fonseca - Fonzie - Primitive Reason  |
| 2004 | Da Weasel          | - Clã - Gomo - Mesa - Toranja                                    |
| 2005 | The Gift           | - Blasted Mechanism - Boss AC - Da Weasel - Humanos              |
| 2006 | Moonspell          | - Boss AC - Expensive Soul - David Fonseca - Mind da Gap         |
| 2007 | Da Weasel          | - Blasted Mechanism - Buraka Som Sistema - Fonzie - Sam The Kid  |
| 2008 | Buraka Som Sistema | - Rita Redshoes - Sam The Kid - Slimmy - The Vicious Five        |
| 2009 | Xutos & Pontapés   | - Buraka Som Sistema - David Fonseca - Os Pontos Negros - X-Wife |

### Década de 2010
| Ano  | Vencedores      | Nomeados                                                           |
| ---- | --------------- | ------------------------------------------------------------------ |
| 2010 | Nu Soul Family  | - Deolinda - Diabo na Cruz - The Legendary Tigerman - Orelha Negra |
| 2011 | Aurea           | - Amor Electro - Diego Miranda - Expensive Soul - The Gift         |
| 2012 | Aurea           | - Amor Electro - Klepht - Mónica Ferraz - Os Azeitonas             |
| 2013 | Filipe Pinto    | - Mónica Ferraz - Os Azeitonas - Richie Campbell - The Gift        |
| 2014 | David Carreira  | - Amor Electro - Diego Miranda - HMB - Richie Campbell             |
| 2015 | Agir            | - Carlão - Carolina Deslandes - D.A.M.A - Richie Campbell          |
| 2016 | David Carreira  | - Carlão - HMB - D.A.M.A - Aurea                                   |
| 2017 | DJ Overule      | - Mickael Carreira - HMB - Miguel Araújo - Virgul                  |
| 2018 | Diogo Piçarra   | - Bárbara Bandeira - Bispo - Blaya - Carolina Deslandes            |
| 2019 | Fernando Daniel | - David Carreira - Plutónio - ProfJam - TAY                        |

### Década de 2020
| Ano  | Vencedores       | Nomeados                                                     |
| ---- | ---------------- | ------------------------------------------------------------ |
| 2020 | Fernando Daniel  | - Bárbara Bandeira - Bispo - Dino D’Santiago - Diogo Piçarra |
| 2021 | Diogo Piçarra    | - Bárbara Tinoco - Nenny - Plutónio - Wet Bed Gang           |
| 2022 | Bárbara Bandeira | - Ivandro - Julinho KSD - SYRO - T-Rex                       |
| 2023 | Bispo            | - Bárbara Tinoco - Carolina Deslandes - Marisa Liz - Piruka  |
| 2024 | Bárbara Bandeira | - Bárbara Tinoco - Dillaz - Ivandro - Slow J                 |